# 東京遊劇手
東京遊劇手（とうきょうゆうげきしゅ）とは、株式会社太田プロダクション所属の俳優『山田太一』主宰の演劇集団。

## 概要
俳協所属の『内田びんた』とコンビで数々の舞台をこなす。
毎回、1000人近くの動員をしているが、2008年の公演後、休止していた活動を2019年から活動再開。
2020年2月に第7回公演「リセット」築地本願寺ブディストホールにて、ブランクを感じさせない動員1000人を果たす。
2012年に劇団の運営を(株)ワールドP.S. に移行する。

## 過去の公演履歴
- 第一回 - Peace & Heart in クラブチッタ
- 第二回 - Peace & Heart in シンフォニー
- 第三回 - 第一回本公演　『ザ・ウインズ・オブ・ゴッド 』
- 第四回 - 第二回本公演　『秘密結社』
- 第五回 - 第三回本公演   『ベリーメリーゴーランド』[2]
- 第六回 - DVB卒業公演
- 第七回 - 第四回本公演 　『リセット』築地本願寺ブティストホール　2020年2月　  　　　　　　　　　　　　10年ぶりの復活公演にて１０００人動員。出演は　石橋保　小宮孝泰　岡元あつこ　板野成美　松原夏海　他と豪華キャストで復活を飾る